# Paroxetina
La paroxetina és un antidepressiu inhibidor selectiu de la recaptació de serotonina (ISRS). La companyia farmacèutica GlaxoSmithKline la llençà al mercat l'any 1992. Des de llavors és un dels antidepressius més prescrits del mercat a causa de la seva aparent eficàcia en el tractament de la depressió amb un espectre de trastorns de l'ansietat, trastorns obsessius compulsius, així com atacs de pànic i determinades fòbies com la fòbia social o l'agorafòbia. També és algun cop utilitzada per tractar migranyes cròniques severes, formigueig de mans i peus causats per la diabetis mellitus o trastorns sexuals en homes d'origen psicològic.
La paroxetina triga entre dues i tres setmanes a començar a fer efecte en pacients amb trastorns psicològics, tot depenent de l'adaptació del pacient al fàrmac. En les primeres fases de tractament se sol acompanyar la paroxetina amb algun tipus d'ansiolític. Una presa de paroxetina s'elimina del cos en 24h, essent metabolitzada per via hepàtica i expulsada per l'orina i el recte. Els tractaments amb paroxetina solen allargar-se durant 6 mesos o més temps, sempre depenent de l'evolució del pacient i del criteri del metge que el tracta.
La paroxetina només es pot comprar amb recepta mèdica i el pacient que l'ha de prendre roman sempre sota vigilància estricte per part del facultatiu que l'ha prescrita.

## Contraindicacions de la paroxetina
Es sospita que l'ús de la paroxetina durant l'embaràs augmenta el risc de defectes al cor en nadons. N'està contraindicat l'ús concomitantment amb inhibidors de la monoaminooxidasa perquè posa en perill la vida del pacient. Hi ha hagut també un augment de suïcidis, especialment de joves de 18 i 24 anys que prenien paroxetina, segons un article del 22 de novembre del 2006 a la revista Medscape medical news. No és recomanable prescriure paroxetina a pacients de menys de 18 anys. Tampoc no és recomanable prescriure'n a pacients amb historial de mania i s'ha d'anar amb compte amb malalts que pateixin glaucoma o epilèpsia.

## Noms comercials
A Espanya està comercialitzat com a EFG, Frosinor, Motivan, Seroxat i Daparox.
La paroxetina es comercialitza amb diferents noms a diversos països:
- Aropax o Oxetine a Austràlia, Nova Zelanda, Sud-àfrica, Argentina, Uruguai, Mèxic i Brasil,
- Aroxat o Aroxat CR a Xile,
- Bectam a Xile,
- Benepax al Brasil,
- Cebrilin a Llatinoamèrica,
- Deroxat a Suïssa i França,
- Loxamine com a substitut genèric d'Aropax a Nova Zelanda,
- Motivan, Seroxat i Paroxetina a Itàlia,
- Olane a l'Argentina,
- Optipar a Finlàndia,
- Pamax a Xile,
- Paroxat a Alemanya i Hongria,
- Psicoasten a l'Argentina,
- Paxera a Turquia,
- Paxil o Paxil CR als Estats Units, Canadà, Mèxic, Argentina, Brasil, Japó, Veneçuela, Hondures i el Perú
- Paradise CR a l'Índia,
- Pexot, Paraxyle i Plasare al Pakistan,
- Pondera al Brasil,
- Posivyl a Xile,
- Remood a la República Txeca, Eslovàquia,
- Rexetin a Polònia,
- Sereupin a Itàlia,
- Seretran a Xile,
- Seroxat a Àustria, Bèlgica, Aràbia Saudita, Egipte, Estònia, Finlàndia, Islàndia, Suècia, Noruega, Grècia, Israel, Letònia, Països Baixos, Polònia, Portugal, Singapur, Espanya, Turquia, el Regne Unit, Irlanda, Xina i Corea del Sud,
- Tamcere a Mèxic
- Traviata a Xile.
- Xerenex a Mèxic